# CureVac
CureVac je německá biotechnologická společnost sídlící v německém Tübingenu, která se zabývá výzkumem a vývojem nových léčiv a vakcín. Firma byla založena roku 2000 Firmu založil hlavní akcionář, miliardář a spoluzakladatel firmy SAP Dietmar Hopp.. Dále do společnosti CureVac investovala německá vláda 300 milionů eur, za něž získala ve firmě cca čtvrtinový podíl .
Společnost vyvíjí zejména mRNA vakcíny. Společnost vyvíjela dvoudávkovou mRNA vakcínu proti onemocnění covid-19 s označením CVnCoV.
Za zpožděním vývoje a výroby vakcíny stály nikoli technické problémy,[zdroj?] ale vlastnické a strukturální, protože po vstupu na burzu Nasdaq (srpen 2020) společnost takto získané finance nejprve musela absorbovat.[zdroj?] Proto se za prvé zpomalily klinické zkoušky[zdroj?] a za druhé byla potřeba najít partnera na hromadnou výrobu vakcíny. Tím se stala společnost Bayer.

## Objednávky
Německo, v rámci objednávání vakcín Evropskou unií, prosadilo objednávku 220  až 225 milionů dávek od „své“ firmy s opcí na dalších 185 milionů dávek. Z této objednávky, dle německého ministerstva zdravotnictví, měl 53 milionů obdržet Německo.
Společnost slibovala, že po schválení vakcíny spolu s Bayerem vyrobí 300 milionů dávek v roce 2021 a dalších 600 milionů v roce 2022. V říjnu 2021 byl však vývoj vakcíny ukončen a společnost oznámila, že zaměří své úsilí na jiný program vývoje vakcín.